# Mexcala namibica
Mexcala namibica är en spindelart som beskrevs av Wesolowska 2009. Mexcala namibica ingår i släktet Mexcala och familjen hoppspindlar. Inga underarter finns listade i Catalogue of Life.